# 法蒂瑪·加爾維斯
法蒂瑪·加爾維斯（西班牙語：Fátima Gálvez，1987年1月19日—），西班牙射擊運動員，她代表西班牙隊參加了日本舉行的2020年夏季奧林匹克運動會，並且在混合團體不定向飛靶比賽上獲得金牌。